# 1000 (عدد)
1000 (ألف) (بالإنجليزية: one thousand) هو عدد صحيح. يلي العدد 999 ويسبق العدد 1001 وهو عدد طبيعي.
الألف الواحد يساوي عشر مئات.

## في الرياضيات
- حسب نظام العد العشري في الرياضيات، يمكن كتابة العدد ألف على النحو:
  - 1,000 — واحد متبوعا بثلاثة أصفار.
  - 1 × 103 — واحد في عشرة مرفوعة لأس ثلاثة.
- في الآلات الحاسبة وأجهزة الحاسوب: 1E+3.
- في النظام الدولي للوحدات: العدد ألف يشار إليه بالرمز كيلو.

## في الأديان

### في الإسلام
- ﴿إِذْ تَسْتَغِيثُونَ رَبَّكُمْ فَاسْتَجَابَ لَكُمْ أَنِّي مُمِدُّكُمْ بِأَلْفٍ مِنَ الْمَلَائِكَةِ مُرْدِفِينَ ۝٩﴾ [5] (سورة الأنفال)
- ﴿وَيَسْتَعْجِلُونَكَ بِالْعَذَابِ وَلَنْ يُخْلِفَ اللَّهُ وَعْدَهُ وَإِنَّ يَوْمًا عِنْدَ رَبِّكَ كَأَلْفِ سَنَةٍ مِمَّا تَعُدُّونَ ۝٤٧﴾ [6] (سورة الحج)
- ﴿لَيْلَةُ الْقَدْرِ خَيْرٌ مِنْ أَلْفِ شَهْرٍ ۝٣﴾ [7] (سورة القدر)

## في التاريخ
- مدة 1000 عام يطلق عليها اسم ألفية.